# Caprezzo
Caprezzo est une commune italienne de la province du Verbano-Cusio-Ossola dans la région Piémont en Italie. Elle est située à quelques kilomètres du lac Majeur.

## Histoire
L'origine du nom Caprezzo est « Pays des chèvres ».[réf. nécessaire]

## Géographie
La commune de Caprezzo est située en altitude dans les Alpes du Sud, à proximité du parc national du Val Grande. 

## Administration
| Période                                  | Période | Identité | Étiquette | Qualité |
| ---------------------------------------- | ------- | -------- | --------- | ------- |
|                                          |         |          |           |         |
| Les données manquantes sont à compléter. |         |          |           |         |

### Hameaux
Ponte Nivia

### Communes limitrophes
Cambiasca, Intragna, Miazzina, Vignone